# Bombycoidea
Bombycoidea este o superfamilie de molii. Conține fluturi de mătase, molii sfinx, molii împărat și alte subfamilii. Lasiocampoidea este o diviziune apropiată, fiind câteodată unită cu această grupă. 